# Cerberus schneiderii
Espèce
Synonymes
- Elaps boaeformis Schneider, 1801
- Hurria schneideriana Daudin, 1803
- Cerberus russelii Cuvier, 1828
- Homalopsis schneiderii Schlegel, 1837
- Cerberus acutus Gray, 1849

Cerberus schneiderii est une espèce de serpents de la famille des Homalopsidae.

## Répartition
Cette espèce se rencontre dans les eaux de la Thaïlande, du Cambodge, du Viêt Nam, de Malaisie, de Singapour, des Philippines et d'Indonésie.

## Publication originale
- Schlegel, 1837 : Essai sur la physionomie des serpens, La Haye, J. Kips, J. HZ. et W. P. van Stockum, vol. 1 (texte intégral) et vol. 2 (texte intégral).